# Aleksandr Anatol'evič Kosmodem'janskij
Aleksandr Anatol'evič Kosmodem'janskij (in russo Алекса́ндр Анато́льевич Космодемья́нский?; Osino-Gaj, 27 luglio 1925 – Vierbrüderkrug, 13 aprile 1945) è stato un militare sovietico, decorato come Eroe dell'Unione Sovietica.

## Biografia
Fratello minore di Zoja Anatol'evna Kosmodem'janskaja, come tenente anziano della Guardia comandò una batteria di artiglieria semovente nella battaglia di Königsberg. Pochi giorni dopo morì durante un attacco a Vierbrüderkrug, a nord-ovest di Königsberg.